# 鸡山组
鸡山组是位于中国甘肃成县及陕西的下白垩世地层，1944年由叶连俊、关士聪命名。该地层以灰绿、灰黑色泥岩、粉砂岩为主，间夹砂岩、砂砾岩、砾岩以及煤层或煤线。